# اس‌تی‌اس-۶۷
اس‌تی‌اس-۶۷ (انگلیسی: STS-67) یکی از ماموریت‌های برنامه شاتل‌های فضایی بود که در تاریخ ۲ مارس ۱۹۹۵ از پایگاه فضایی کندی به فضا پرتاب شد. این ماموریت ۱۶ روزه توسط شاتل اندور انجام گرفت و هدف اصلی آن ارسال آزمایشگاه فضایی ASTRO-2 شامل تجهیزات اسپکتروسکوپی و تلسکوپ‌های نور فرابنفش مانند تلسکوپ فرابنفش هاپکینز به مدار زمین بود.